# Chloridolum bivittatum
Chloridolum bivittatum là một loài bọ cánh cứng trong họ Cerambycidae.